# Prato Carnico
Prato Carnico (friülà Prât) és un municipi italià, dins de la província d'Udine. És situat dins la Val Pesarina, a la Cjargne. L'any 2007 tenia 980 habitants. Limita amb els municipis de Comeglians, Forni Avoltri, Ovaro, Rigolato, Sappada (BL), Sauris i Vigo di Cadore (BL).

## Fraccions
- Croce (Crôs) 49 habitantse
- Sostasio (Sostâs) (690 m) 83 habitants
- Avausa (Davàusse, Davoussa) (652 m) 120 habitants
- Prico (Pri) (747 m) 23 habitants
- Pradumbli (678 m) 56 habitants.
- Pieria (Pièrie, Pièria) (674 m) 147 habitants.
- Osais (Dasàie, Dasaia) (710 m) 110 habitants.
- Truia (Trùie, Trùia) 32 habitants.
- Pesariis (Pesaria) (750 m) 178 habitants.

## Administració
| Període | Identitat    | Partit        |
| ------- | ------------ | ------------- |
| 2004-   | Gino Rinaldi | Llista cívica |